# Ileanda
Ileanda – wieś w Rumunii, w okręgu Sălaj, w gminie Ileanda. W 2011 roku liczyła 1146 mieszkańców.